# ان‌جی‌سی ۳۴۱
ان‌جی‌سی ۳۴۱ (انگلیسی: NGC 341) یک کهکشان مارپیچی در صورت فلکی نهنگ است. این کهکشان در ۲۱ اکتبر ۱۸۸۱ توسط ادوارد استفان کشف شد.